# Boris Komotsky
 (signalé en mai 2025).
Si vous disposez d'ouvrages ou d'articles de référence ou si vous connaissez des sites web de qualité traitant du thème abordé ici, merci de compléter l'article en donnant les références utiles à sa vérifiabilité et en les liant à la section « Notes et références ».
- Archive Wikiwix
- Bing
- Cairn
- DuckDuckGo
- E. Universalis
- Gallica
- Google
- G. Books
- G. News
- G. Scholar
- Persée
- Qwant
- (zh) Baidu
- (ru) Yandex
- (wd) trouver des œuvres sur Wikidata

Boris Olégovitch Komotsky (en russe : Борис Олегович Комоцкий), né le 31 janvier 1956 à Potsdam en Allemagne de l'Est, est une personnalité politique russe, rédacteur en chef du journal la Pravda et député des 6e et 8e législatures de la Douma d'État.

## Biographie
De 1978 à 1990, Komotsky a enseigné le communisme scientifique. En 1990, il participe à la création puis aux travaux du centre de presse du Soviet suprême de Russie. Il est l'un des fondateurs du Centre de recherche sur la culture politique de Russie. En mars 1996, il rejoint le groupe de consultants et de rédacteurs de discours du président du Comité central du Parti communiste de la fédération de Russie, Guennadi Ziouganov. De 2005 à 2009, il a été rédacteur en chef adjoint du journal la Pravda ; en 2009, il a été nommé au poste de rédacteur en chef, qu'il occupe toujours. De 2011 à 2016, il a été député de la 6e législature de la Douma d'État. En 2021, il a été réélu à la Douma.